# Bufalo Bill (album)
| Recensione | Giudizio |
| ---------- | -------- |
| Ondarock   |          |

Bufalo Bill è il quinto album in studio del cantautore italiano Francesco De Gregori, pubblicato nel 1976 dalla RCA Italiana.

## Descrizione
Sebbene Bufalo Bill non fosse propriamente un concept-album, De Gregori ha dichiarato che il filo conduttore del disco è l'America, ed i riferimenti sono presenti in particolare nella title track, in Ninetto e la colonia e in Disastro aereo sul canale di Sicilia.
L'album fu registrato e mixato da Ubaldo Consoli negli studi RCA di Roma. Arrangiamenti e produzione sono dello stesso De Gregori.
L'album entrò nelle classifiche di vendita quando l'LP precedente Rimmel non ne era ancora uscito, e vi rimase per 33 settimane, arrivando fino al primo posto in una sola settimana (dal 20 al 27 giugno 1976).

## Le canzoni

### Giovane esploratore Tobia
Composta, per la musica, da De Gregori insieme a Lucio Dalla, è l'unica canzone dell'album non interamente dell'artista romano, e la seconda scritta a quattro mani dai due dopo Pablo, incisa da De Gregori l'anno precedente.
Il testo, come ha spiegato lo stesso De Gregori, nel raccontare la vicenda di un giovane boy scout, si riferisce all'inconcludenza di chi crede che facendo la buona azione quotidiana (nella canzone, "tira l'allarme e salva la ferrovia") l'impegno sia finito lì.

### L'uccisione di Babbo Natale
Canzone eseguita dal solo De Gregori alla chitarra acustica, racconta in forma di favola la storia di due giovani degli anni '70 (Dolly del mare profondo e il figlio del figlio dei fiori) che uccidono Babbo Natale; si tratta di una metafora della distruzione dei miti e dei valori del passato da parte dei ragazzi del decennio successivo al Sessantotto.

Francesco De Gregori con Ivan Graziani e il bassista Mario Scotti negli studi RCA, durante le registrazioni di Bufalo Bill.

### Disastro aereo sul canale di Sicilia
Su una musica introdotta dal coro delle Baba Yaga, il testo racconta la caduta di un aereo guidato da un soldato americano nel canale di Sicilia, con riferimenti alla vicenda di Mauro De Mauro ("la tomba di un giornalista ancora difficile da ritrovare").

### Ninetto e la colonia
Il testo nasce dalla lettura di Rulli di tamburo per Rancas (1970) dello scrittore peruviano Manuel Scorza,, ed è ispirato al Masacre de las bananeras del 5 dicembre 1928 nella città di Ciénaga, vicino a Santa Marta, in Colombia: i lavoratori in sciopero della United Fruit Company furono sterminati a colpi di mitragliatrice. L'episodio venne raccontato anche dal Premio Nobel colombiano Gabriel García Márquez in Cent'anni di solitudine (1967). 

Nel testo figura anche la citazione di un brano inedito (sconosciuto dunque al grande pubblico) del cantautore, dal titolo 5 milioni di risate:

### Atlantide
Canzone che descrive alcune immagini evocative, su una musica lenta il cui arrangiamento risente dell'influsso di Three angels di Bob Dylan (da questi incisa nell'album New Morning del 1970). Si narra di un uomo che, non avendo inseguito il suo sogno d'amore, decide di andare a vivere isolato da tutti, appunto «ad Atlantide», ovvero in un posto distaccato dalla realtà; nel frattempo conosce un'altra donna, con cui decide di rimanere assieme, seppure questa non lo soddisfi come la sua precedente amata. È probabilmente in tal senso che egli, alla fine, pronuncia la famosa frase «Ditele che l'ho perduta quando l'ho capita, ditele che la perdono... per averla tradita».
De Gregori ha raccontato di averla scritta alle cinque di mattina, aspettando di partire in aereo con Michele Mondella per tenere un concerto a Catania.

### Ipercarmela
Secondo il racconto dell'autore, la canzone (la descrizione della vita di una coppia di emigranti del sud, lui operaio e lei casalinga) era già stata scritta per l'album Rimmel, ma non venne poi inclusa in quel disco.
Nell'inciso del brano, De Gregori usa una melodia di Passion Flower (che a sua volta cita Per Elisa di Beethoven).
Nel 2012 il cantautore ha ripreso il brano nel disco dal vivo Vola vola vola, realizzato con Ambrogio Sparagna, duettando con la cantante napoletana Maria Nazionale.

### Festival

Luigi Tenco sul palco di Sanremo durante l'esecuzione di Ciao amore ciao

La canzone racconta la vicenda della morte di Luigi Tenco, con riferimenti alla figura del cantautore e al discutibile mondo dello show business circostante il Festival di Sanremo. Nel testo compare anche il richiamo a una delle sue canzoni più note ("E lontano, lontano si può dire di tutto..").
Il verso Lo portarono via in duecento, peccato fosse solo quando se ne andò può avere due diverse interpretazioni: 
- Solo come aggettivo: Tenco era da solo quando morì;
- Solo come avverbio: lo portarono via in duecento soltanto dopo la sua morte, cioè si accorsero di lui soltanto dopo la morte.

### Santa Lucia
Il brano conclusivo del disco venne contestato da alcuni critici musicali, a cui De Gregori rispose così, raccontando la nascita di questa canzone:
Nel 2010 Lucio Dalla ha detto di invidiare De Gregori per aver scritto questo brano reputando Santa Lucia la sua canzone preferita di De Gregori. In seguito alla morte del cantante bolognese, De Gregori renderà omaggio a Dalla nei propri concerti chiudendo l'esecuzione del brano con le note introduttive di Com'è profondo il mare.
Nel 2012 il cantautore ha ripreso il brano nel disco dal vivo Vola vola vola, realizzato con Ambrogio Sparagna, duettando con la cantante napoletana Maria Nazionale.

## Copertina
La copertina del disco è tratta da un'illustrazione di Gil Elvgren dal titolo Aiming to Please (I Shot Him in the Excitement), presente in un calendario statunitense del 1948. De Gregori avrebbe voluto in origine la stampa a puntasecca American Riding Act (1922) di Otto Dix dalla quale aveva preso ispirazione per la title track, ma dovette rinunciarvi per questioni di diritto d'autore.

## Tracce
Testi e musiche di Francesco De Gregori, eccetto dove indicato.
Lato A
1. Bufalo Bill – 4:29
2. Giovane esploratore Tobia – 3:25 (musica: Lucio Dalla, Francesco De Gregori)
3. L'uccisione di Babbo Natale – 2:50
4. Disastro aereo sul canale di Sicilia – 4:23
5. Ninetto e la colonia – 2:52

Lato B
1. Atlantide – 3:41
2. Ipercarmela – 3:07
3. Ultimo discorso registrato – 3:28
4. Festival – 4:34
5. Santa Lucia – 3:21

## Formazione
- Francesco De Gregori – voce, chitarra acustica
- Roberto Rosati – chitarra
- Mario Scotti – basso
- Toto Torquati – tastiera, organo Hammond
- Carlo Felice Marcovecchio – batteria
- Ivan Graziani (non accreditato) – chitarra (traccia 1)
- Baba Yaga (non accreditate) – cori